# Rudno (Tychowo)
Rudno (deutscher Name: Rauden, Kreis Belgard) ist ein Dorf in der polnischen Woiwodschaft Westpommern. Es gehört zur Gemeinde Tychowo (Groß Tychow) im Kreis Białogard (Belgard) und hat 40 Einwohner (Stand 2006).
Rudno liegt 14 Kilometer nördlich von Połczyn-Zdrój (Bad Polzin) und elf Kilometer südlich von Tychowo an der Woiwodschaftsstraße Nr. 167 (Połczyn-Zdrój– ) Ogartowo (Jagertow) – Tychowo – Niedalino (Nedlin) – Koszalin (Köslin) in einer landschaftlichen Ebene, die die Dębnica (Damitz) durchfließt, die wenig später in die Parsęta (Persante) mündet. Bahnstationen sind Połczyn-Zdrój an der Strecke Kostrzyn nad Odrą (Küstrin) – Grzmiąca (Gramenz) und Świdwin (Schivelbein) – Polczyn Zdrój bzw. Tychowo an der Strecke Kołobrzeg (Kolberg) – Białogard (Belgard) – Szczecinek (Neustettin).
Der vormalige Gutsbezirk Rauden gehörte vor 1945 zur Gemeinde Damen (heute polnisch: Stare Dębno) und ist mit diesem Ort auch heute noch eng verbunden. Vor dem Krieg gehörte die Gemeinde Damen zum Amt Zadtkow (Sadkowo) und zum Standesamt Muttrin (Motarzyn) im Landkreis Belgard (Persante). Amtsgerichtsbereich war Bad Polzin (Połczyn-Zdrój), und die Gendarmerie hatte ihren Posten in Damen. Letzter Gemeindebürgermeister war Konrad Schellenberg.
Kirchlich war Rauden in die Kirchengemeinde Damen eingepfarrt und gehörte damit zum Kirchspiel Muttrin (Motarzyn) im Kirchenkreis Belgard (Białogard) in der Kirchenprovinz Pommern der evangelischen Kirche der Altpreußischen Union. Letzter deutscher Geistlicher war Pfarrer Herbert Venske.
Heute ist Rudno eine Ortschaft innerhalb der Gmina Tychowo im Powiat Białogardzki. Es gehört nun zum Pfarrbezirk Koszalin (Köslin) der Diözese Pommern-Großpolen in der polnischen Evangelisch-Augsburgischen Kirche.